# رود آلاخ-یون
رود آلاخ-یون (به لاتین: Allakh-Yun) یک رود در روسیه است که در یاقوتستان واقع شده‌است.